# مرکز کنگره
مرکز کنگره (که قبلاً ساختمان اوربانک و ساختمان امنیت اقیانوس آرام پلازا) بود، یک ساختمان اداری است که در سال ۱۹۸۰ در پورتلند، اورگان، کامل شده‌است. در حال حاضر این ساختمان نهمین ساختمان بلند در این شهر است.
نام این ساختمان تا ژانویه ۲۰۰۲، نام ساختمان به همین نام باقی می‌ماند.

## تاریخچه
ساختن این ساختمان در سال ۱۹۷۸ آغاز شد و در سال ۱۹۸۰ به پایان رسید. این ساختمان، به نام بزرگ‌ترین مستأجر آن شرکت، اوربانک (Orbanco)، نام‌گذاری شد. اوربانک در آن زمان جزء پیش‌گامانی بود که تنها از ۳۰ درصد فضا استفاده کرده بود. و به همین دلیل ساختمان را به نام او نام گذاری کردند.
دو تا از بزرگترین شرکت‌های تابعه این شرکت، بانک اورگان (تأسیس شده در سال ۱۸۸۷) و شرکت پذیرش شمال غرب، در ساختمان دارای دفتر مرکزی شدند. بانک اورگان در سال ۱۹۸۰ به ساختمان جدیدی در محل مرکز شهر نقل مکان کرد.
ساختمان، مدرک طلایی لید (رهبری در طراحی انرژی و محیط زیست) را برای پایداری زیست‌محیطی این پروژه در سال ۲۰۱۲ از طرف شورای ساختمان‌سازی سبز ایالات متحده به دست‌آورد.

## طراحی
این مرکز کنگره توسط شرکت‌های اسکیدمور، اورینگ و مریل طراحی شده‌است. با شیشه‌های رفلکس تیره‌رنگ که با تاریخ معماری پورتلند که با رنگ‌های سفید و روشن است، در تضاد است. با این حال، سطح بلند بازتابنده از ساختمان مرکز کنگره، مانند دیوار شیشه‌ای بلندی در کنار دیگر ساختمان‌ها خودنمایی می‌کند و تصویر ساختمان‌های اطراف روی آن منعکس می‌شوند. قابل توجه‌ترین ساختمان‌ها هم ساختمان برادوی ۱۰۰۰، ساختمان پرتلند و ساختمان دادگاه است.

## نام‌گذاری ساختمان
نام فعلی ساختمان چهارمین نامی است که از ابتدا تاکنون برای آن در نظر گرفته شده‌است. در سال ۱۹۸۰ ساختمان با نام اوربانک شروع به کار کرد، در آوریل ۱۹۸۰ به ساختمان امنیت اقیانوس آرام پلازا تغییر نام داد. در سال ۱۹۸۷ به عنوان ساختمان بانک اورگان معرفی شد. ساختمان امنیت اقیانوس آرام توسط بانک مرکزی ایالات متحده امریکا در سال ۱۹۹۲ گرفته شد. و در سال ۱۹۹۴ از نام امنیت اقیانوس آرام پلازا، به خیابان پنجم پلازا تغییر نام داد (این نام‌گذاری خیابان برای سهولت در آدرس‌دهی بود). بالاخره در سال ۲۰۰۲ ساختمان به نام مرکز کنگره نام‌گذاری شد. این نام از نام هتل کنگره که در سال‌های ۱۹۱۲ تا ۱۹۷۷ در محل این سایت قرار داشت گرفته شده‌است. همچنین قوس قرمز مایل به قهوهای از هتل کنگره، برای استفاده به‌عنوان ورودی به رستوران سطح پایین‌تر دوباره بازسازی شد.